# Conospermum burgessiorum
Conospermum burgessiorum là một loài thực vật có hoa trong họ Quắn hoa. Loài này được L.A.S.Johnson & McGill. miêu tả khoa học đầu tiên năm 1975.